# Bourg-lès-Valence
Bourg-lès-Valence är en kommun i departementet Drôme i regionen Auvergne-Rhône-Alpes i sydöstra Frankrike. Kommunen ligger i kantonen Bourg-lès-Valence som tillhör arrondissementet Valence. År 2022 hade Bourg-lès-Valence 19 872 invånare.
Bourg-lès-Valence växte fram som en fabriksförstad till Valence, Drôme.

## Befolkningsutveckling
Antalet invånare i kommunen Bourg-lès-Valence
Referens:INSEE